# Frederik Frison
Frederik Frison (Geel, 28 juli 1992) is een Belgisch wielrenner die sinds 2024 voor  Q36.5 Pro Cycling Team uitkomt.
Sinds augustus 2015 was hij al als stagiair actief voor Lotto-Soudal. Hij is een achterneef van ploegleider Herman Frison. In 2019 reed hij de gemengde ploegenestafette op de wereldkampioenschappen wielrennen, samen met Jan Bakelants, Senne Leysen, Sofie De Vuyst, Valerie Demey en Julie Van de Velde.
Eind maart 2022 tijdens de wielerwedstrijd Dwars Door Vlaanderen viel Frison in de aanloop van de Knokteberg en brak zijn sleutelbeen.

## Overwinningen
2009
2e etappe deel A Sint-Martinusprijs Kontich (ploegentijdrit)
2010
 Belgisch kampioen tijdrijden, Junioren
2013
Liedekerkse Pijl
2015
Omloop van de Braakman
 Belgisch kampioen tijdrijden, Elite zonder contract

## Resultaten in voornaamste wedstrijden
| Jaar | Ronde van Italië | Ronde van Frankrijk | Ronde van Spanje |
| ---- | ---------------- | ------------------- | ---------------- |
| 2016 |                  |                     |                  |
| 2017 |                  |                     |                  |
| 2018 | 142e             |                     |                  |
| 2019 |                  |                     |                  |
| 2020 |                  | 145e                |                  |
| 2021 |                  |                     | opgave           |
| 2022 |                  | 131e                |                  |
| 2023 |                  | 147e                |                  |
| 2024 |                  |                     |                  |
| 2025 |                  |                     |                  |

| Jaar | Milaan-San Remo | Gent-Wevelgem | Ronde van Vlaanderen | Parijs-Roubaix | Luik-Bast.‑Luik | Waalse Pijl | Parijs-Tours |  | WK op de weg |  | Wereldranglijsten |
| ---- | --------------- | ------------- | -------------------- | -------------- | --------------- | ----------- | ------------ |  | ------------ |  | ----------------- |
| 2016 |                 | opgave        |                      | 94e            |                 |             |              |  |              |  |                   |
| 2017 |                 | opgave        |                      |                |                 |             |              |  |              |  | 430e (UWT)        |
| 2018 |                 | 40e           | opgave               | 37e            |                 |             | 102e         |  |              |  |                   |
| 2019 |                 | opgave        | opgave               | opgave         |                 |             |              |  |              |  |                   |
| 2020 | opgave          | 26e           | 41e                  |                | 115e            | opgave      |              |  |              |  |                   |
| 2021 | 127e            | 36e           | opgave               | 93e            |                 |             | 55e          |  |              |  |                   |
| 2022 | 90e             | 37e           |                      |                |                 |             | 37e          |  |              |  |                   |
| 2023 | 106e            | 4e            | 34e                  | opgave         |                 |             | 24e          |  | opgave       |  |                   |
| 2024 |                 |               |                      |                |                 |             |              |  |              |  |                   |
| 2025 |                 |               |                      | 32e            |                 |             |              |  |              |  |                   |

## Ploegen
- 2012 –  Ovyta-Eijssen-Acrog
- 2013 –  Lotto-Belisol U23
- 2014 –  Lotto-Belisol U23
- 2015 –  Lotto-Soudal U23 (t.e.m. 31-7)
- 2015 –  Lotto Soudal (stagiair vanaf 1-8)
- 2016 –  Lotto Soudal
- 2017 –  Lotto Soudal
- 2018 –  Lotto Soudal
- 2019 –  Lotto Soudal
- 2020 –  Lotto Soudal
- 2021 –  Lotto Soudal
- 2022 −  Lotto Soudal
- 2023 −  Lotto-Dstny
- 2024 –  Q36.5 Pro Cycling Team
- 2025 –  Q36.5 Pro Cycling Team

Wielerploegen van Frederik Frison
Armée · Bak · Benoot · Boeckmans · Breen · Broeckx · De Buyst · De Bie · Debusschere · De Clercq · De Gendt · Dehaes · Dockx · Gallopin · Greipel · Hansen · Henderson · Ligthart · Monfort · Roelandts · Sieberg · Vallée · Van den Broeck · Van der Sande · D.Vanendert · J.Vanendert · Vervaeke · Wellens · Frison (stagiair) · Van Gestel (stagiair) · Van Rooy (stagiair)
Armée · Bak · Benoot · Boeckmans · Broeckx · De Buyst · De Bie · De Clercq · De Gendt · Debusschere · Dockx · Frison · Gallopin · Greipel · Hansen · Henderson · Ligthart · Marczyński · Monfort · Roelandts · Sieberg · Valls · Van der Sande · Vanendert · Vervaeke · Wallays · Wellens · Deltombe (stagiair) · Goolaerts (stagiair) · Shaw (stagiair)
Armée · Bak · Benoot · Boeckmans · De Bie · De Buyst · De Clercq · De Gendt · Debusschere · Frison · Gallopin · Greipel · Hansen · Hofland · Maes · Marczyński · Mertz · Monfort · Roelandts · Shaw · Sieberg · Valls · Van der Sande · Vanendert · Vervaeke · Wallays · Wellens · Wouters · Leysen (stagiair) · Planckaert (stagiair) · Van Gompel (stagiair)
Armée · Bak · Benoot · Campenaerts     · De Buyst · De Gendt · Debusschere · Frison · Greipel · Hansen · Hofland · Keukeleire · Lambrecht · Maes · Marczyński · Mertz · Monfort · Naesen · Shaw · Sieberg · Van der Sande · Vanendert · Wallays · Wellens · Wouters
Armée · Benoot · Blythe · Campenaerts   · De Buyst · De Gendt · Dewulf · Ewan · Frison · Hagen · Hansen · Iversen · Keukeleire · Kluge · Lambrecht · Maes · Marczyński · Mertz · Monfort · Naesen · Thijssen · Van der Sande · van Goethem · Van Moer · Vanendert · Vanhoucke · Wallays · Wellens · Wouters
Armée · Cras · De Buyst · De Gendt · Degenkolb · Dewulf · Dibben · Ewan · Frison · Gilbert · Goossens · Hagen · Hansen · Holmes · Iversen · Kluge · Maes · Marczyński · Mertz · Oldani · Thijssen · Van der Sande · Van Goethem · Van Moer · Vanhoucke · Vermeersch (vanaf 1 juni) · Wallays · Wellens
Conca · Cras · De Buyst · De Gendt · Degenkolb · Ewan · Frison · Gilbert · Goossens · Grignard · Holmes · Kluge · Kron · Małecki · Marczyński · Moniquet · Oldani · Sweeny · Thijssen · Van der Sande · Van Gils · Van Moer · Vanhoucke · Vermeersch · Verschaeve · Vervloesem · Wellens
Barbero (vanaf 1/5) · Beullens · Campenaerts · Conca · Cras · De Buyst · De Gendt · De Lie · Drizners · Ewan · Frison · Gilbert · Grignard · Holmes · Janse van Rensburg (vanaf 1/5) · Kluge · Kron · Małecki · Moniquet · Schwarzmann · Selig · Sweeny · Van Gils · Van Moer · Vanhoucke · Vermeersch · Verschaeve · Vervloesem · Wellens
Adamietz · Beullens · Campenaerts · De Buyst · De Gendt · De Lie · Drizners · Eenkhoorn · Ewan · Frison · Grignard · Guarnieri · Kron · Livyns · Menten · Moniquet · Paasschens · Schwarzmann · Segaert (vanaf 24/2) · Selig · Sepúlveda · Slock · Sweeny · Van de Paar · Van Eetvelt · Van Gils · Van Moer · Vanhoucke (vanaf 15/8) · Vermeersch
Abreha · Azparren · Badilatti · Brambilla · Calzoni · Camprubi · Christen · Colombo (vanaf 1/8) · Conca · de la Cruz · Devriendt · Donovan · Fancellu · Frison · Hagen · Howson · Ludvigsson · Małecki · Monk · Moschetti · Nizzolo · Parisini · Rosskopf · Sajnok · Steimle · Townsend · Whelan · Zukowsky · Krijnsen (stagiair) · Sommer (stagiair)